# GAF Jindivik
GAF Jindivik var en australisk målrobot konstruerad av Government Aircraft Factories och tillverkad på licens av Fairey Aviation. Ordet jindivik är aborigin och betyder ”jagad”.

## Utveckling
Efter andra världskrigets slut slöt Storbritannien och Australien ett avtal om att Australien och Storbritannien gemensamt skulle utveckla robotvapen mot att Australien tillhandahöll ett provområde i Woomera. I avtalet ingick också att australiska Government Aircraft Factories (GAF) skulle utveckla och bygga målrobotar som skulle klara att flyga på 12 000 meters höjd i 15 minuter. De två första prototyperna var faktiskt bemannade små flygplan kallade GAF Pica och hade en delvis annorlunda konstruktion för att få plats med en minimal cockpit. Pica flög första gången 31 oktober 1950 och den obemannade Jindivik 28 augusti 1952. Pica och den första modellen av Jindivik drevs av en Armstrong Siddeley Adder medan följande modeller drevs av den kraftfullare Armstrong Siddeley Viper. De versioner av Viper som monterades i Jindivik hade avsevärt kortare livslängd (runt 10 timmar) jämfört med de som monterades i flygplan.

## Konstruktion
Roboten hade en relativt avancerad autopilot och kunde därför flyga autonomt. Roboten fjärrstyrdes genom att ge kommandon till autopiloten snarare än direkt fjärrstyrning. Roboten både startade och landade på vanliga rullbanor. Landningen skedde med ILS. Eftersom roboten inte hade något landställ startade den från en liten vagn och landade på skidor.
Mellan 1952 och 1986 tillverkades 502 robotar varav en del monterades av Fairey Aviation i Hayes.

## Bilder

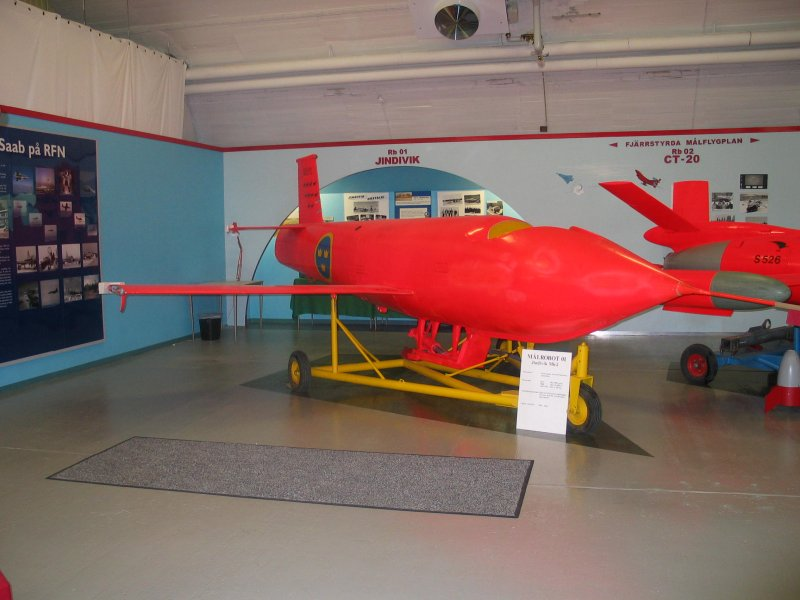
En Jindivik vid RFN museum.
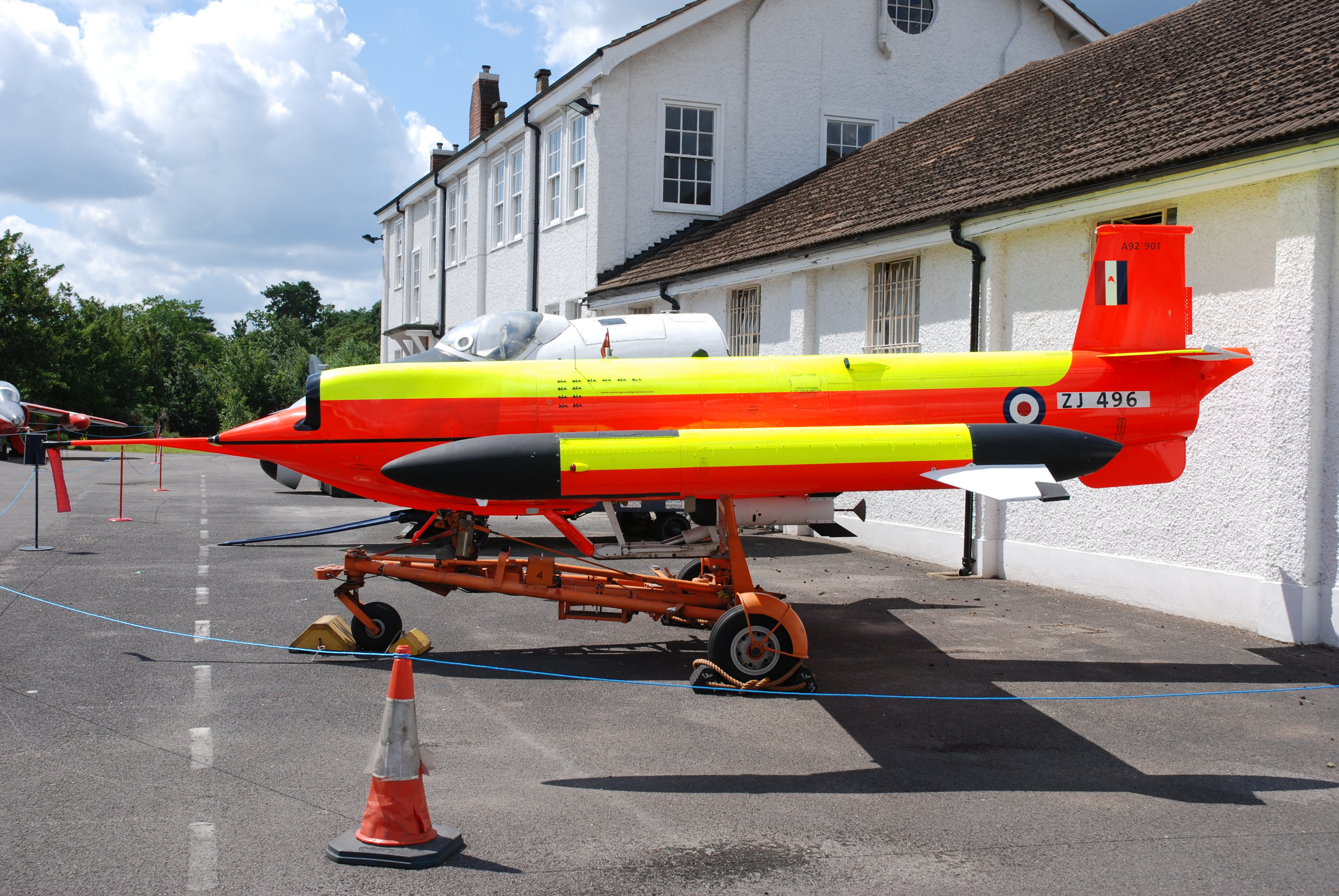
En Jindivik vid Farnborough museum.
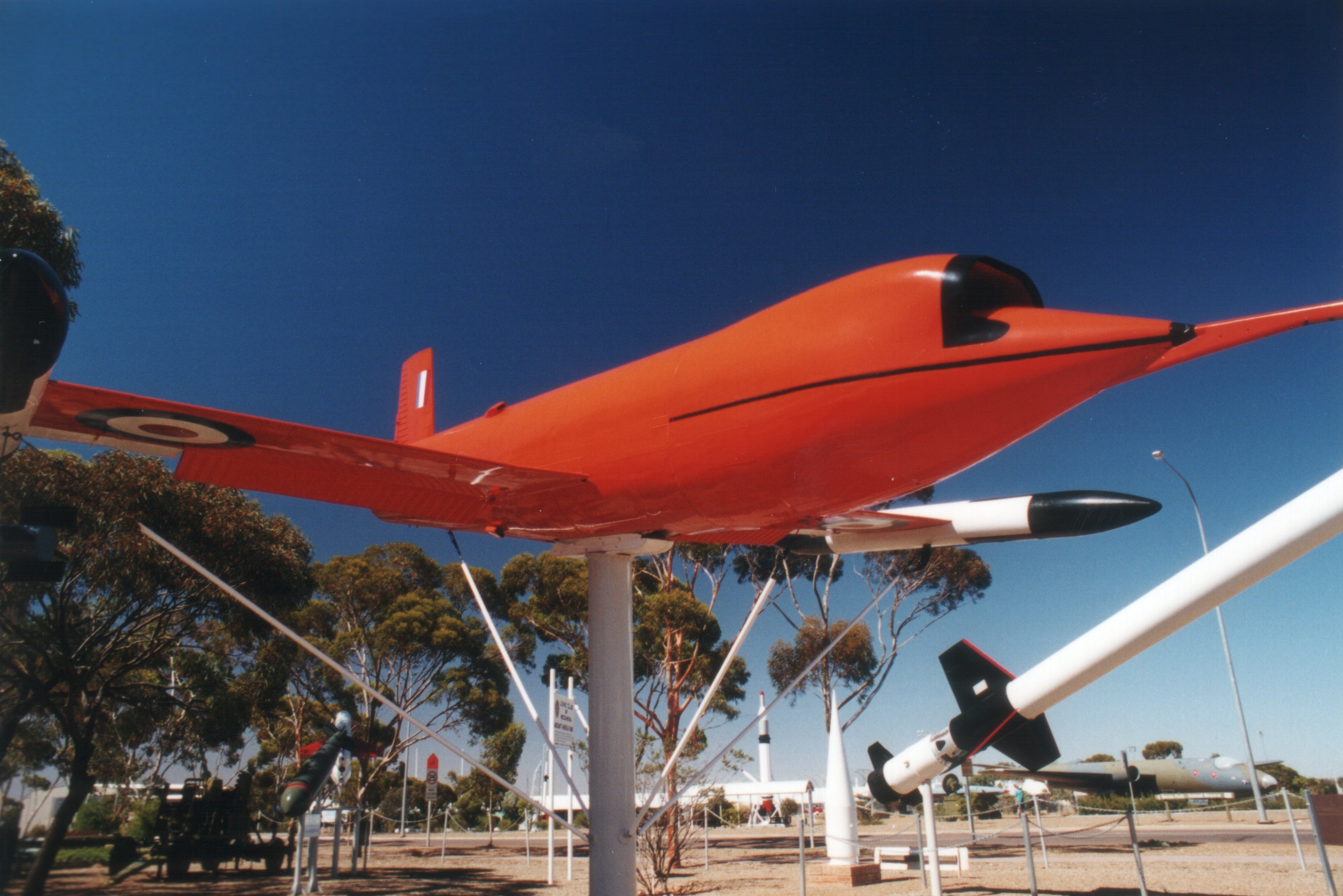
En Jindivik vid testområdet i Woomera.

## Användare
- Australiens flygvapen
- Australiens flotta
- Svenska flygvapnet
- USA:s flotta

## Varianter
- Jindivik 1 – Första produktionsmodellen med Adder-motor. 14 byggda.
- Jindivik 102 – Jindivik 1 tillverkad av Fairey Aviation.
- Jindivik 2 – Andra produktionsmodellen med Viper 104-motor, nytt luftintag och längre vingar. 79 byggda.
- Jindivik 102B – Jindivik 2 tillverkad av Fairey Aviation.
- Jindivik 3 – Version med Viper 201-motor och högre maxhöjd.
- Jindivik 103 – Jindivik 3 tillverkad för Storbritannien.
- Jindivik 203 – Jindivik 3 tillverkad för Australiens flotta.
- Jindivik 303 – Jindivik 3 tillverkad för USA:s flotta.

## Liknande robotar
- Lavotjkin La-17